# Yahoo!みんなの政治
Yahoo!みんなの政治（ヤフーみんなのせいじ）は、NPO法人ドットジェイピーが運営していた政治に関する情報サイトである。2006年2月に開設され、Yahoo! JAPANが支援していた。
2020年3月31日に終了。終了後の選挙特集はYahoo!ニュースで国政選挙時に期間限定で公開する。

## 概要
すべての衆議院議員と参議院議員について、議員名や役職、所属院、選挙区、政党などの情報が検索できる。
ユーザーが議員や国会議案の評価を投稿することができる。その評価に対しても評価をすることが可能である。

ただし、評価の投稿はYahoo!プレミアム会員、Yahoo! BB会員のみ可能。

## 運営法人について
運営組織のドットジェイピーは、大学生が中心となり、若年投票率の向上を目指すとしている団体であり、「議員インターンシッププログラム」という若者を対象にした議員や地方自治体などの体験ができるプログラムも運営し、そこから議員も誕生させている。ドットジェイピー出身議員は、民主党7名、新風グリーンクラブ（民主党HPに個人名登録あり）1名、無所属（民主党秘書出身）1名、無所属（9条・虹と緑の500人リスト（民主党支持））1名、社民党1名、他無所属14名で、自民党（系含む）は0人である。